# おちゃめなふたご
『おちゃめなふたご』（St. Clare's）は、イギリスの児童小説家イーニッド・ブライトンが書いたシリーズ小説。1941年から1945年にかけて6冊が書かれた。セント・クレアという名の寄宿学校の物語である。
1991年に『おちゃめなふたご クレア学院物語』として日本でテレビアニメ化もされた。

## 概要
主人公はパトリシア（パット）・サリバンとイザベル・サリバンの2人の少女で、この2人は一卵性双生児である。物語は、この2人がセント・クレアに入学するところから始まる。そのほかの登場人物には、アリスン・サリバン（主人公たちの従姉妹にあたる）、ヒラリー、カーロッタ、ロバータ（ボビイ）などがいる。第1巻では、パットとイザベルはセント・クレアを嫌い、入学することを拒むが、両親たちは、この双子たちが以前通っていたレッドルーフスという学校で甘やかされてしまったと考え、セント・クレアに入学させることに決める。でも双子たちは、セント・クレアへ行っても教師たちの言うことを聞かずに、さんざん手を焼かせてやろうと考える。入学後、双子はいたずら好きのジャネットや級長のヒラリー、そのほかの人々に出会う。その後クレアで起こる様々な事件は、やがて双子をそれぞれに少しずつ変えていく。

## 登場人物

### クレア学院の生徒たち
パトリシア・サリバン
主人公。通称はパット。セミロングの茶色い髪を書籍ではおさげに、アニメではリボンで一つに結えている。
イザベルより無鉄砲で大胆ないたずらっ子だが、本当は差別や卑怯な行為を憎む強い正義感の持ち主で、話が進むと正義のためにいたずらを用いる場面もある。一方で自分が悪かったと分かるとすぐに誤りを認める素直な面もある。
初めはクレア学院を嫌い、わがまま放題しようと決心していたが、次第に学院の良さに気づき、院長先生からも絶大な信頼を得るような優良な生徒に成長していく。
イザベル・サリバン
もう一人の主人公。パットの双子の姉妹。書籍でもアニメでもパットとほぼ同じ長さの髪にカチューシャを付けている。パットと同室。
性格はパットよりややおとなしく従順で、パットほど羽目を外せない。それ故双子を妬む生徒から先に標的にされたことも。
一方でやはり差別や卑怯な行為を嫌う正義感と、罰せられたパットたちを応援し寝ずに待つなどパット以上の優しさを併せ持つ。
当初は彼女もクレア学院を嫌っていたが、やはり学院の良さに気づき、パットとは別の個性を持つ一人の優良な生徒に成長する。

アリスン・サリバン
サリバン姉妹のいとこ。サリバン姉妹がクレア学院に入学した後にやってくる。可愛らしさを鼻にかけており、当初は双子をはじめとした多くの友達から敬遠される。また、人を見る目がなく、外見のいい人や「頭が空っぽ」な人に憧れては、最後にいつも裏切られる。そんな彼女も試練を経て、少しずつだが主体性や人の本質を見抜く聡明さを身につけていく。一方で心根は優しく、卑劣な行為に対し毅然と拒否したことで皆から見直され、次第に慕われるようになる。わがままぶりが目に余る同室のアンジェラの父親に「娘をよろしくお願いします」と頼まれる。
ジャネット・ロビンズ
いつも彼女の兄からいたずら道具を仕込んでくるほどのいたずら好き。しかし一方で卑怯や差別を心底嫌い、勇敢で正直であることを賞賛する長所を持つ。自身もイタズラがばれた時はきちんと謝っている。ボビイと同室。
ヒラリー・ウエントワース
しっかりと自分の考えがあり、級長のポストにぴったりな少女。実際に級長の経験もあるが、優等生にありがちな堅物な面はあまり見られない。むしろ友達といたずらなども一緒にする一方で、卑怯・卑劣な振る舞いは行わないため人気者である。
ドリス・エルワード
物まねが大の得意。十八番はマドモアゼルの物まね。難しい長いフランス語の詩も身振り手振りをつければ覚えられるが、動かないとまったく出てこない。フランス語が苦手でマドモアゼルにrの巻き舌の注意をされる。パメラと同室。
カーロッタ・ブラウン
母親がスペイン系の混血の少女。怒るとスペイン語が出る。運動神経が非常に優れている。サーカス団の人々と世界をめぐっていたが、普通の生活を送るためにクレアにやってきた。クロディーヌと同室。
ロバータ・ヘンリエッタ・エリス
通称ボビィ。カーロッタと同時期にクレアに入学。ジャネットに負けず劣らずいたずら好き。物事に一生懸命に取り組むことが苦手だったため、「ちゃらんぽらんのボビイ」と呼ばれていたが、考えを改めた結果優等生になる。ジャネットと同室。
キャサリン・グレゴリー
おとなしくひ弱な性格の少女。動物が好き。ある事情のため、他の生徒とは違ってお金が無く、寄付やおごりが出来ないのを引け目に思い、お金を盗んでしまう。
シェイラ・ネイラ
気取り屋。成り上がりの金持ちのお嬢さまだが、言葉遣いばかりだけがお嬢様のようで、実際の服装や身だしなみはお嬢様とはほど遠い少女。事情を知った双子や同級生達と過ごす内に、少しずつ自分らしく振舞えるようになっていった。
パメラ・ボードマン
通称パム。カーロッタと同時期にクレアに入学。大きな眼鏡をかけていて三つ編みをしている少女。勉強以外のことにはあまり興味を持たない。学年最年少で秀才だが、気の弱いところがあるため、プルーデンスに利用されてしまう。ドリスと同室。
プルーデンス・アーノルド
カーロッタと同時期にクレアに入学。父親は牧師。議論を持ちかけることが得意。クレアの生徒も先生たちも頭を抱えてしまうくらいにずるくて性悪な少女。
サディ・グリーン
カーロッタと同時期にクレアに入学。アリスンの憧れるアメリカ人の少女。基本的にはおっとりとしていて優しい性格なのだが、おしゃれにばかり気をかけていて、話すことも洋服や髪型や映画のことばかりなので「頭が空っぽ」と評されることも。
マージェリー・フェンワージー
アリスンと同時期にクレアに入学。スポーツは大得意な少女。顔立ちは整っているものの、丁寧な言葉を使い慣れていないこともあって、最初は周りの人々に対してぶっきらぼうに振舞っていた。実家はお金持ちだが事情を抱えていて、家にも学校にも居場所はなく、悪いことは彼女のせいにされるので本人もひがんでいた。学校を6つも退学になった。自分に二度も濡れ衣を着せたエリカを命がけで助ける。
ルーシー・オリエル
アリスンと同時期にクレアに入学。父親は画家。何でも出来る人気者の天才少女。父親が手に怪我をしたことで収入が得られなくなり、学費を稼ぐことが難しくなったために奨学金試験を受ける。
エリカ
ずるく、卑劣な心の持ち主。生徒はおろか、先生たちにもあまり関わりを持ちたくないと言われている。あるパーティーで双子が呼ばれたにも関わらず、自分を呼んでくれなかったことから、双子を恨むことに。双子に対して卑劣な振る舞いをし、結果としてマージェリーに二度濡れ衣を着せる。ルーシーや院長先生に説得され、心を入れ替えようと決意したものの、最終的には自分から退学を選んだ。
アンジェラ・フェイバリー
貴族の家柄の威張りや少女。顔立ちは美しいが、一人っ子の上美しさを優先する母に育てられたため、わがまま放題。アリスンと同室。
ポーリーン・ビンガム・ジョーンズ
貧乏を恥じ、架空の家族を作っていた。自分を溺愛する母親を恥じる。アルマと同室。
フェリシティ
音楽の天才。過度の疲労で夢遊病になる。アンマリーと同室。
アンマリー
自称詩人。だが暗くもったいぶった詩ばかり作るので、ちっとも認めてもらえない。誰もが認める天才のフェリシティをねたむ。フェリシティと同室。
クロディーヌ
マドモアゼルの姪。フランス人でイギリスの子たちと合わない。昔は修道院にいたが、やはり環境が合わず転校。怒ると何をするか分からず、命にかかわることもやる。無断で人のものを借りたりと、クレアの子達を振り回す。カーロッタと同室。
アントワネット
クロディーヌの妹。アンジェラが嫌いだが、好きなふりをしていたずらする（高級なクリームで靴を磨く、靴クリームをアンチョビペーストの代わりにトーストにぬる）。
グラディス・ヒルマン
母親が病気でふさぎこんでいた。ミラベルに演劇の才能を発見され、チャリティショーで発表してから認められた。ミラベルと同室。
ミラベル・アンウィン
ひねくれもので意地っ張りだった。中間休暇までという約束でクレアにきていたが、グラディスと仲良くなり残ることになった。スポーツキャプテンになり、低学年をビシビシ教育する。グラディスと同室。
アルマ・プディン
気だるそうで太っている。食いしん坊で下級生のパーティ用ごちそうをぬすむ。
エルシー
留年により双子達と同学年になる。アンナと一緒に級長を任されるが、率先していじめたりパーティーをぶち壊そうとしたりという意地悪でずるがしこい性格のため、人望は全く無い。
アンナ
エルシー同様、留年してしまった2年生。のんびり屋で太っているが、やるときはやる少女。
アイリーン
臨時の寮母先生の娘。告げ口屋として敬遠される。自慢の兄とは仲良し。アリスンを慕う。
ジェーン
アンジェラやミラベルなどの上級生に憧れる、優しく生真面目な少女。

### クレア学院の先生たち
院長先生
その名の通り、クレア学院の院長。かつてはクレアに通っていた双子の母のことも知っている。どのような生徒も暖かく見守る。
ロバート先生
双子のクラスの担任の先生。口もとのきりっとした美しい女性。生徒たちには厳しく接するが、自分の過ちは素直に認める。
マドモアゼル
ファーストネームはマチルダ。姓は不明（出て来ない）。双子のクラスのフランス語の先生。声が低く、老眼鏡を鼻で掛けている年配の独身女性。「嘆かわしい」が口癖になっていることから、双子は「嘆きのマドモアゼル」と呼ぶ。生徒たちのいたずらにあっさりとひっかかる。姪のクロディーヌとアントワネットをだいぶ甘やかしているが、依怙贔屓はせず、生徒たちにとっては良き教師である。カーロッタからは毛嫌いされている。
ケネディ先生
双子のクラスの歴史の先生。本来クラスで歴史を教えていたルイス先生の友達ということもあって、代わりにやって来た女性。気弱でいたずらをされやすいこともあり、生徒から馬鹿にされていて、授業をまともに進められないことを悩む。
クウェンティン先生
アリスンが憧れる演劇の先生。気取った声を出し、悪趣味なファッション。自分をほめてくれる人にしか興味がない。チャリティショーで初めて気づいたグラディスの才能を自分の手柄にし、アリスンの主役の座をグラディスにするようなずるい面もある。この一件によってアリスンは大きく成長した。
ウィルコックス先生
文学の先生で、黒髪のエキゾチックな美人。アリスンとアンマリーが揃って憧れ、服装や話し方を競って真似る。その服装は、ジャネット曰く「ちぐはぐな印象を与える」との事。芝居がかった大仰な物腰や話し方が特徴。自作の詩を持って付きまとうアンマリーを疎ましく思うことがあり、称えてくれるアリスンのほうを可愛がっている。

## 原書

### ブライトン版
原書の6冊は次のとおりである。
1. Blyton, Enid (2005-07-04) [1941]. The Twins at St. Clare's. Egmont Books Ltd. ISBN 1-4052-1977-7
2. Blyton, Enid (2005-07-04) [1942]. The O'Sullivan Twins. Egmont Books Ltd. ISBN 1-4052-1978-5
3. Blyton, Enid (2005-07-04) [1943]. Summer Term at St. Clare's. Egmont Books Ltd. ISBN 1-4052-1979-3
4. Blyton, Enid (2005-07-04) [1944]. Second Form at St. Clare's. Egmont Books Ltd. ISBN 1-4052-1981-5
5. Blyton, Enid (2005-09-05) [1944]. Claudine at St.Clare's. Egmont Books Ltd. ISBN 1-4052-1983-1
6. Blyton, Enid (2005-10-03) [1945]. Fifth Formers at St. Clare's. Egmont Books Ltd. ISBN 1-4052-1984-X

それぞれポプラ社から日本語版が出版されている。

### コックス版
ブライトン版の6冊以外にも、パメラ・コックスによって書かれた本が3冊ある。もとの6冊の物語上の隙間を埋めるために書かれたもので、たとえばブライトン版の6巻目では、双子たちは5年生になっていて、来年のヘッド・ガールに指名されるところで終わるが、コックスの Sixth Form at St. Clare's では、6年生になった2人を描いている。コックスによって書かれたものは、以下のとおり。
1. Cox, Pamela (2005-08-01) [2000]. Third Form at St. Clare's. Egmont Books Ltd. ISBN 1-4052-1982-3
2. Cox, Pamela (2005-11-07) [2000]. Sixth Form at St. Clare's. Egmont Books Ltd. ISBN 1-4052-1985-8
3. Cox, Pamela (2008-04-07). Kitty at St Clare's. Egmont Books Ltd. ISBN 978-1-4052-3038-4

### ディーン・スクール・オムニバス・シリーズ
それぞれブライトンによる前半3冊と後半3冊を収録している。
1. Blyton, Enid (1991-11). The Twins at St Clare's: The first three books complete and unabridged. Dean. ISBN 0-603-55063-0
2. Blyton, Enid (1993-10). Back to St Clare's. Dean & Son. ISBN 0-603-55110-6

## 日本語版
日本語版はすべてポプラ社から出版されている。
1. ブライトン『おちゃめなふたご』佐伯紀美子文、ポプラ社〈ポプラ社文庫 C19〉、1982年3月。ISBN 978-4-591-01048-8。
  - ブライトン『おちゃめなふたご』佐伯紀美子訳、田村セツコ画、ポプラ社〈ポプラ社の世界こどもの本〉、1984年10月。
  - ブライトン『おちゃめなふたご』佐伯紀美子訳、ポプラ社〈ポプラポケット文庫 412-1〉、2005年10月。ISBN 4-591-08852-9。
  - ブライトン『おちゃめなふたご』田中亜希子訳、加々見絵里画、ポプラ社〈ポプラキミノベル い 03-01〉、2022年10月。ISBN 9784591175781。
2. ブライトン『おちゃめなふたごの秘密』佐伯紀美子文、ポプラ社〈ポプラ社文庫 C26〉、1983年6月。ISBN 978-4-591-01055-6。
  - ブライトン『おちゃめなふたごの秘密』佐伯紀美子訳、田村セツコ画、ポプラ社〈ポプラ社の世界こどもの本〉、1984年10月。
  - ブライトン『おちゃめなふたごの秘密』佐伯紀美子訳、ポプラ社〈ポプラポケット文庫 412-2〉、2005年11月。ISBN 4-591-08925-8。
  - ブライトン『おちゃめなふたごの秘密』田中亜希子訳、加々見絵里画、ポプラ社〈ポプラキミノベル い 03-02〉、2023年9月。ISBN 9784591178898。
3. ブライトン『おちゃめなふたごの探偵ノート』佐伯紀美子文、ポプラ社〈ポプラ社文庫 C31〉、1984年6月。ISBN 978-4-591-01060-0。
  - ブライトン『おちゃめなふたごの探偵ノート』佐伯紀美子訳、田村セツコ画、ポプラ社〈ポプラ社の世界こどもの本〉、1985年3月。ISBN 4-591-01813-X。
  - ブライトン『おちゃめなふたごの探偵ノート』佐伯紀美子訳、ポプラ社〈ポプラポケット文庫 412-3〉、2006年2月。ISBN 4-591-09117-1。
4. ブライトン『おちゃめなふたごの新学期』佐伯紀美子文、ポプラ社〈ポプラ社文庫 C36〉、1985年4月。ISBN 978-4-591-01967-2。
  - ブライトン『おちゃめなふたごの新学期』佐伯紀美子訳、ポプラ社〈ポプラポケット文庫 412-4〉、2006年5月。ISBN 4-591-09254-2。
5. ブライトン『おちゃめなふたごのすてきな休暇』佐伯紀美子文、ポプラ社〈ポプラ社文庫 C40〉、1985年9月。ISBN 4-591-02068-1。
  - ブライトン『おちゃめなふたごのすてきな休暇』佐伯紀美子訳、ポプラ社〈ポプラポケット文庫 412-5〉、2009年9月。ISBN 978-4-591-09423-5。
6. ブライトン『おちゃめなふたごのさいごの秘密』佐伯紀美子文、ポプラ社〈ポプラ社文庫 C51〉、1986年8月。ISBN 4-591-02317-6。
  - ブライトン『おちゃめなふたごのさいごの秘密』佐伯紀美子文、ポプラ社〈ポプラポケット文庫 412-6〉、2010年11月。ISBN 978-4-591-12121-4。

### テレビドラマシリーズ
テレビドラマシリーズはテレビアニメ『おちゃめなふたご クレア学院物語』からの画像をイラストに使用している。
1. ブライトン『おちゃめなふたご クレア学院物語』里美有紀文、東京ムービー新社画、ポプラ社〈テレビドラマシリーズ 7〉、1991年4月。ISBN 4-591-03781-9。
2. ブライトン『おちゃめなふたごの同級生 クレア学院物語』里美有紀文、東京ムービー新社画、ポプラ社〈テレビドラマシリーズ 8〉、1991年10月。ISBN 4-591-03924-2。